# Crocodilo-do-nilo

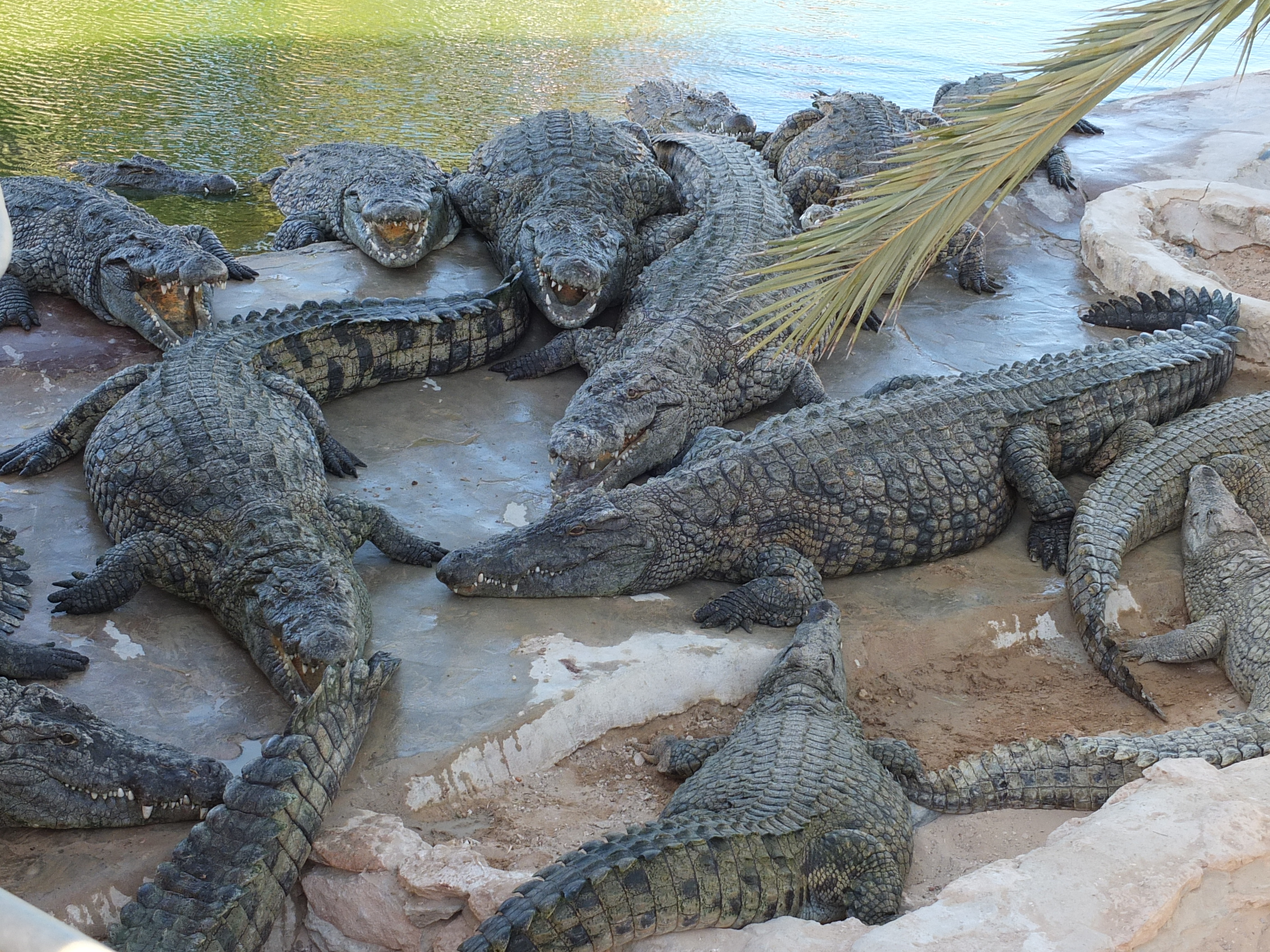
crocodilos do nilo

O crocodilo-do-nilo (Crocodylus niloticus) é uma espécie de crocodilo africano, cuja distribuição se estende desde a bacia do Nilo às regiões a sul do deserto do Saara a Madagáscar e ao arquipélago das Comores. Esta espécie, é uma das maiores do mundo (o maior crocodilo é o crocodilo-de-água-salgada), é bastante perigosa para o Homem e foi venerada como divindade no Antigo Egito.
O crocodilo-do-nilo é, assim como as demais espécies de crocodilos, um animal carnívoro, embora sua boca longa e cheia de dentes curtos e afiados não seja própria para devorar pedaços de carne. Por esse motivo ele carrega a vítima para dentro da água e espera até que a carne fique mais macia.
Os ovos da fêmea do crocodilo-do-nilo são colocados em ninhos na areia e os filhotes demoram de 11 a 14 semanas para nascer. Os ovos e os filhotes são alvos fáceis de predadores, incluindo outros crocodilos maiores. Como é próprio da espécie, os crocodilos-do-nilo fêmeas são mães atenciosas. Constroem grandes ninhos perto da água nos quais põem os ovos, tomam conta dos ninhos por dois a três meses até os filhotes saírem dos ovos e cuidam das crias nos dois primeiros anos. Na maior parte da vida, os crocodilos são solitários; grande número de crocodilos é encontrado junto a locais onde existem alimentos, mas sem formar grupos como manadas ou cardumes, que têm um sentido técnico em outras espécies.Se a temperatura do ninho está de 31°C a 34°C os filhotes são machos. Se a temperatura está de 30°C ou menos os filhotes são fêmeas.
Habitam em água doce ou águas salubres, como rios e lagos da África subsariana.

## Características

### Descrição
Crocodilos-do-nilo têm uma coloração bronze escura na parte superior, com manchas pretas na parte de trás e na cauda,  com um branco sujo no ventre. Os flancos, que são verde-amarelado na cor, têm manchas escuras dispostas em listras oblíquas. Existe alguma variação da coloração em relação ao meio ambiente; espécimes que habitam rios de águas velozes tendem a ser de cor mais clara do que os que habitam em lagos ou pântanos, onde água é parada e com um maior número de algas que se prendem á pele do animal. Eles têm olhos verdes. 

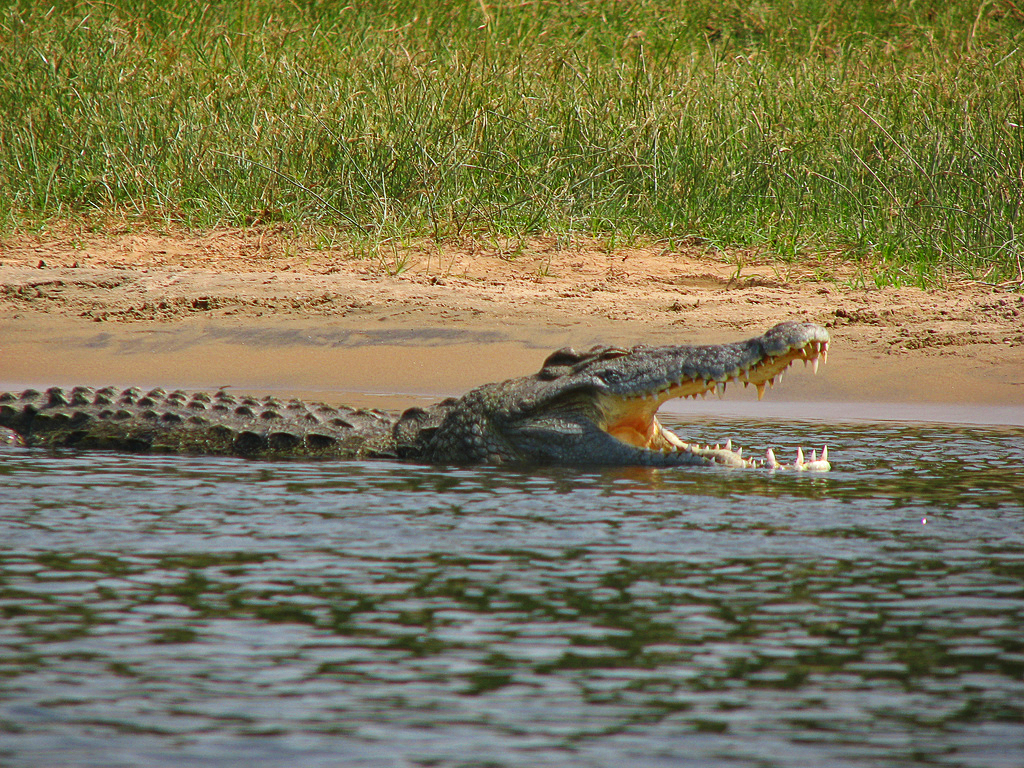
Crocodylus niloticus

Como todos os crocodilos, o crocodilo do Nilo é um quadrúpede, com quatro curtas espalmadas pernas, uma longa e poderosa cauda e um par de mandíbulas destrutivas e poderosas. O seu couro grosso, com uma fileira de placas ósseas e escamas duras o protege de qualquer ataque, sendo os olhos o único ponto fraco. Geralmente vivem por muitos anos e seus dentes e patas crescem novamente se perdidos, além disso eles conseguem passar longos períodos debaixo da água e esta capacidade aumenta com os anos. Outra característica sofisticada é que seus olhos possuem pupilas que se dilatam de noite, assim como acontece com os gatos, permitindo que os crocodilos enxerguem muito bem no escuro. Também possuem membranas nictitantes para proteger os olhos e glândulas lacrimais, limpando os olhos com as lágrimas. As narinas, olhos e ouvidos estão situados na parte superior da cabeça, de modo que o resto do corpo pode ficar escondida debaixo de água. A coloração também ajuda a camuflá-lo; juvenis são cinzentos, amarelados ou marrons, com faixas transversais escuras na cauda e corpo. À medida que amadurece, tornam-se mais escuros e as faixas cruzadas desaparecem, especialmente aquelas sobre a parte superior do corpo. 

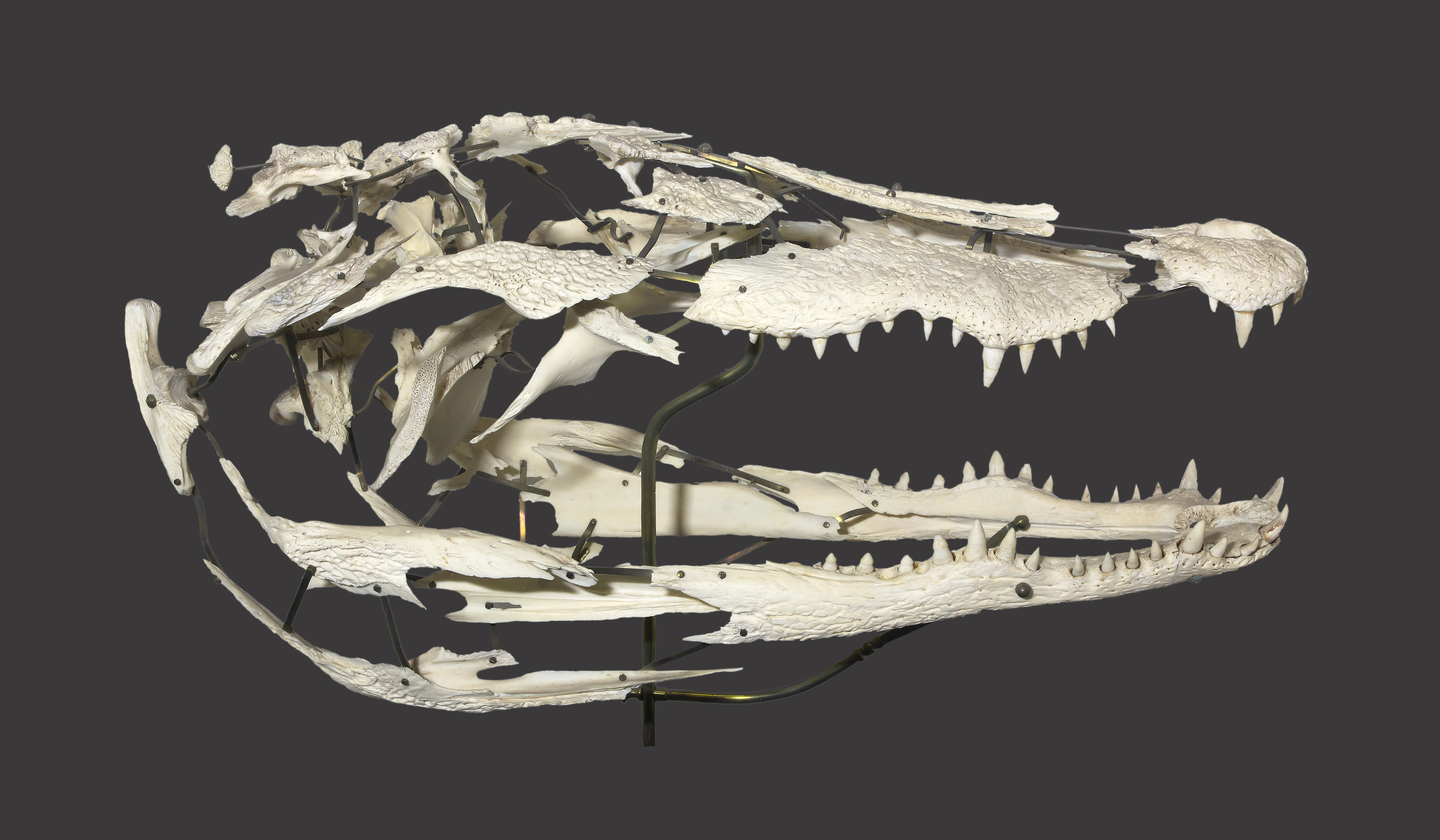
Crocodylus niloticus - MHNT

### Alimentação
O crocodilo-do-nilo possui  um comportamento de predação única caracterizada pela capacidade de predar tanto dentro de seu habitat natural quanto fora dele, o que muitas vezes resulta em ataques imprevisíveis em qualquer outro animal até, mesmo que tenha dobro do seu tamanho. Entre suas várias técnicas de caça, usa a cauda para encurralar peixes ou para abater presas terrestres, atacam de emboscada animais grandes e, com as mandíbulas, arrastam-nos até a água ou até mesmo aprisionam-os sob árvores ou pedras para afogá-los.
Os crocodilos-do-nilo são o ápice dos predadores em toda a sua gama. Na água, são caçadores ágeis e rápidos, contando com os dois sensores de movimento na cabeça, perto dos olhos e usando a pressão da mordida para capturar qualquer presa distraída o suficiente para apresentar-se dentro ou perto da água. Fora da água, porém, o crocodilo do Nilo só pode contar com a seus membros curtos. Mesmo assim consegue até galopar em terra firme, para perseguir a presa. A maioria das caças em terra firme é feita à noite, na qual o crocodilo fica deitado, armando uma emboscada, perto de trilhas ou estradas, até 50 m a partir da borda da água.
As presas terrestres são capturadas em ataques de emboscada. Quando o animal se aproxima da água para beber ou atravessar. O crocodilo mantém-se escondido com o corpo quase que totalmente submerso e, em outras ocasiões,  sua cabeça e costas tornam-se visíveis. O animal aproxima-se lentamente quase imperceptível usando a camuflagem, sendo confundido um pedaço de madeira, ou ainda, se escondem em rios de águas barrentas, local preferido pelos crocodilos. O ataque é súbito e imprevisível. O crocodilo lança seu corpo fora da água e em um piscar de olhos e agarra a presa com suas poderosas mandíbulas. Os dentes de um crocodilo não são feitos para rasgar a carne, mas sim para segurar a presa, enquanto  ele a arrasta para as profundezas do rio, afogando-a. A imensa força da mordida, superior a 1 tonelada em grandes adultos, assegura  que a presa não pode escapar-se quando pega. O resto depende de energia do corpo do crocodilo e peso para puxar a presa de volta para a água onde ela é ou se afoga até a morte.  Por terem dificuldade em retirar pedaços das presas, os crocodilos executam o "rolo da morte", na qual mordem a presa e rolam o corpo usando seu próprio peso para despedaçar e arrancar a carne das vítimas.
O tamanho da presa depende principalmente do tamanho do crocodilo.  Filhotes  geralmente se alimentam de presas menores, preferindo pequenos peixes, sapos, insetos e pequenos invertebrados aquáticos antes de predar peixes maiores, anfíbios e pequenos répteis. Os juvenis e subadultos ter uma maior variedade de presas com adições, tais como aves, tartarugas, cobras, lagartos-monitores-do-nilo e mamíferos de pequeno e  médio porte, tais como vários macacos, antílopes ,roedores, mangustos, lebres, pangolins, porcos-espinhos, morcegos,  e outros. Várias espécies aves também entram no cardápio do crocodilo, tais como cegonhas, pequenas aves pernaltas, aves aquáticas, águias pescadoras e até mesmo pequenas aves voadoras velozes também são apanhadas. Ao longo de suas vidas, os crocodilos podem se alimentar de peixes e outros pequenos vertebrados na ocasião, quando grande comida é ausente, como uma dieta de lado. Os peixes maiores, como o peixe-gato de água doce e de baixo são os preferidos pelos adultos. Peixes muito pequenos tendem a ser consumidos apenas em caso de descoberta súbita, principalmente na estação seca lagoas rasas, onde tanto esforço não é necessário para pegar uma presa pequena. Quase 70% da dieta de um jovem adulto são peixes. Isso muda drasticamente, no entanto, quando se tornam adultos maduros.
Os adultos são predadores de diversas aves, répteis e mamíferos. Grandes aves, como avestruz e grandes cobras, tais como as pítons, estão entre presas não-mamíferos. Entre os mamíferos, a maior parte das presas são antílopes. Em geral, as gazelas, impalas, kudus, palancas negras e  os gnus estão entre as vítimas mais comuns. Zebras, javalis e babuínos também são atacados pelos ferozes predadores. Quando crocodilos crescem eles preferem presas maiores para a eficiência energética. Portanto grandes adultos raramente caçam pequenas presas. Grandes adultos, ás vezes, arriscam atacar presas maiores, como girafas, búfalos,  jovens hipopótamos e jovens elefantes. Em vários casos, os grandes crocodilos foram observados abatendo presas muito maiores, como o rinoceronte-negro e hipopótamo. No entanto, diferente de casos raros, os adultos destas espécies não são consideradas como presas regulares e são atacados em último caso. Crocodilos do Nilo também são conhecidos por atacar outros grandes predadores como as hienas, guepardos, cães selvagens africanos, chacais, leopardos e até mesmo leões, dependendo da ocasião. No entanto esses predadores são geralmente mais inteligentes e cautelosos em seus arredores do que as presas e são mais difíceis de serem caçados, uma vez que geralmente evitam águas infestadas por crocodilos. A fim de economizar energia, crocodilos não preferem tais animais ágeis como a maioria das vezes será de mãos vazias. Eles geralmente só atacam outros predadores, na ausência de presas regulares. Heródoto afirmava que os crocodilos-do-nilo tinham uma relação simbiótica com determinadas aves, como a tarambola egípcia (pássaro-palito), que entrava na boca do crocodilo e se alimentava sanguessugas que parasitavam o réptil além de remover restos alimentares dos dentes dos crocodilos e estes, porém, não atacavam o pássaro. No entanto, não há nenhuma evidência dessa interação que ocorra realmente com qualquer espécie de crocodilo e é mais ficção mítica ou alegórica provável.

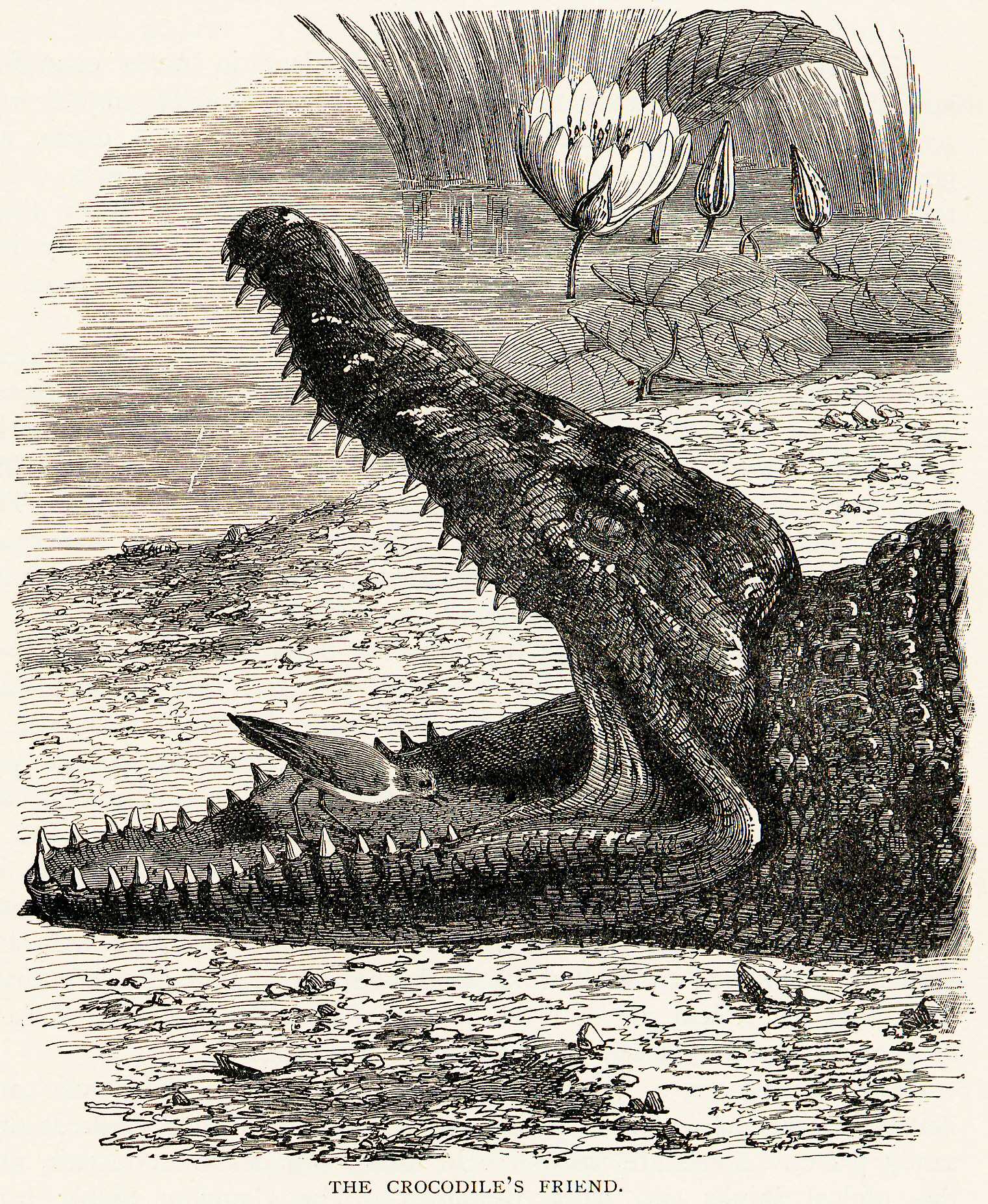
Ilustração representando a relação mítica entre pássaros-palito e crocodilos

Crocodilos que vivem perto de aldeias e outras áreas populosas também predam  animais domésticos. Quando dada a chance, eles são conhecidos por atacarem galinhas, cabras, ovelhas e o gado. Crocodilos-do-nilo também atacam em seres humanos com freqüência, com muito mais freqüência do que outras espécies de crocodilos, embora em partes das Filipinas e na Nova Guiné, ataques de crocodilo-de-água-salgada  também são comuns.

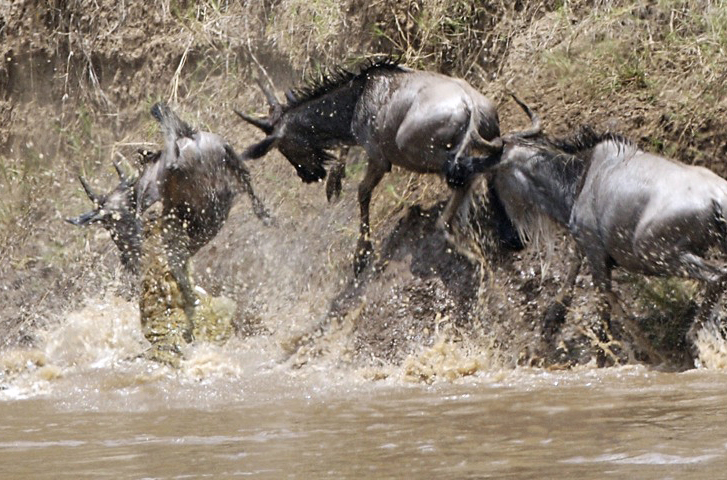
Gnus cruzando o Rio Mara, atacados por um crocodilo

Sub-adultos e adultos menores usam seus corpos e caudas para encurralarem peixes em direção a um banco de areia, e comê-los com empurrões laterais rápidos de suas cabeças. Eles também cooperam entre si, bloqueando peixes migratórios, formando um semicírculo em frente ao rio. O crocodilo dominante come primeiro. Sua capacidade de se manter escondido com a maioria de seu corpo debaixo d'água, combinada com a sua velocidade em distâncias curtas, torna-o  um eficaz caçador oportunista de presas maiores. Agarram tal presa em suas mandíbulas poderosas, arraste-o para a água, e mantenha-o por baixo até que ele se afogue. Eles também costumam roubar a caça de outros predadores, como leões e leopardos. Grupos de crocodilos do Nilo podem viajar centenas de metros de uma hidrovia para encontrar uma carcaça. Eles também se alimentam de hipopótamos  mortos como um grupo, tolerando um ao outro. Uma vez que a presa está morta, eles arrancar e engolir pedaços de carne. Quando os grupos estão compartilhando uma caça, eles usam uns aos outros para alavancagem, mordendo com força e, em seguida, torcendo seus corpos de arrancar grandes pedaços de carne em um "rolo da morte". Eles também podem obter a alavancagem necessária, prendendo suas presas sob galhos ou pedras, antes de rolar e rasgando.
O crocodilo-do-nilo é caçado pelo homem devido ao valor do seu couro, mas não chega a ser uma espécie ameaçada. Entre seus inimigos o que se destaca é o elefante, pois suas patas destroem qualquer crocodilo distraído que estiver no caminho.

### Tamanho
O crocodilo-do-nilo é o maior crocodilo da África e é o segundo maior crocodilo do mundo após o crocodilo-de-água-salgada. O crocodilo macho geralmente mede de 3,5 a 5 m; os mais antigos podem crescer até 5,5 m ou mais .Crocodilos fêmeas medem 2,4 a 3,8 m. Como em todos os crocodilos, há um grande dimorfismo sexual, com os machos até 30% maiores do que as fêmeas, embora a diferença seja menor em comparação com algumas espécies, como o crocodilo-de-água-salgada.

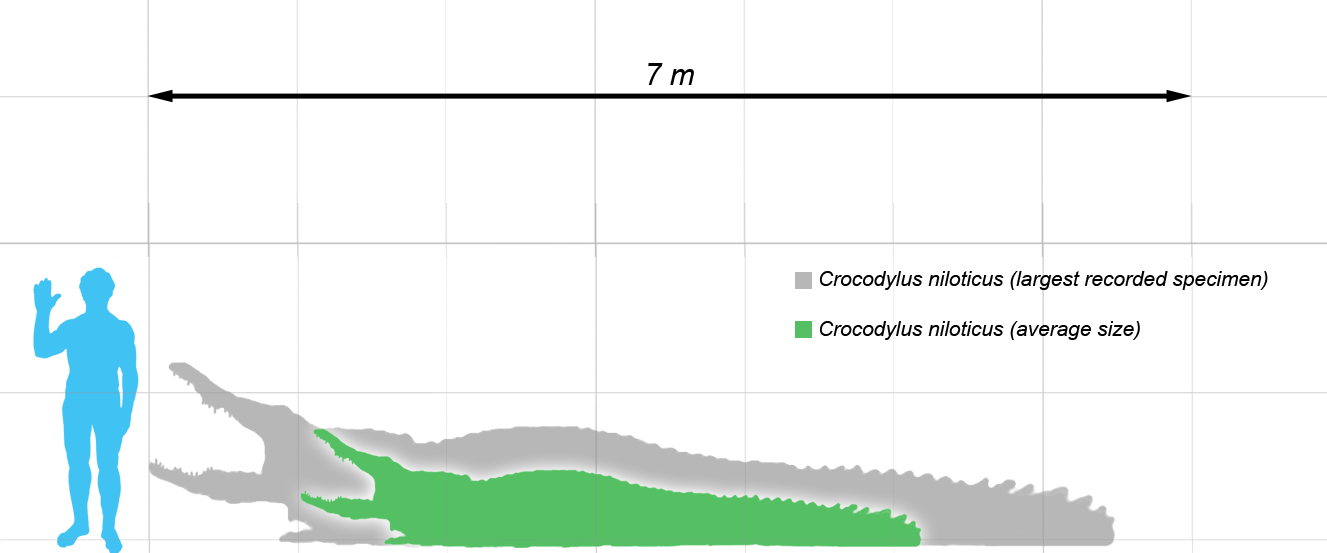
Representação do tamanho médio do crocodilo-do-nilo (verde), juntamente com o tamanho máximo (cinza), em relação a um ser humano

O peso típico do crocodilo-do-nilo é de 225 a 550 kg, embora os machos excepcionalmente grandes podem variar apesar até 1 tonelada. A maior medida com precisão foi a de um crocodilo macho, baleado perto de Mwanza, Tanzânia, que  medida 6,45 m e pesava cerca de 1,090 kg. Outro gigante notável, foi capturado vivo por J. G. Kulmann em Venda , África do Sul , medindo 5,5 m de comprimento e pesando 905,7 kg. Espécimes de sete metros e maiores têm sido relatados, mas essa super estimativa de tamanho é comum em relatos suspeitos. O maior espécime vivo é suposto ser um verdadeiro "devorador de homens" de Burundi é um crocodilo chamado Gustave. Acredita-se que ele tenha mais do que 6,1 m de comprimento e mais de 1 tonelada. Tais gigantes são raros hoje em dia; antes da caça pesada na década de 1940 e 1950, uma base de população maior e mais extensa nos habitats de zonas úmidas revelou ter animais enormes.
Existem evidências de crocodilos-do-nilo de climas mais frios, como o extremo sul da África, menores e podem atingir comprimentos de apenas 4 m. As populações menores de Mali, no deserto do Saara e em outros lugares na África Ocidental atingem apenas de 2 a 3 m  de comprimento, mas são agora reconhecidas como uma espécie separada de Crocodylus niloticus, o crocodilo-do-oeste-africano (Crocodylus suchus).

## Distribuição e habitat

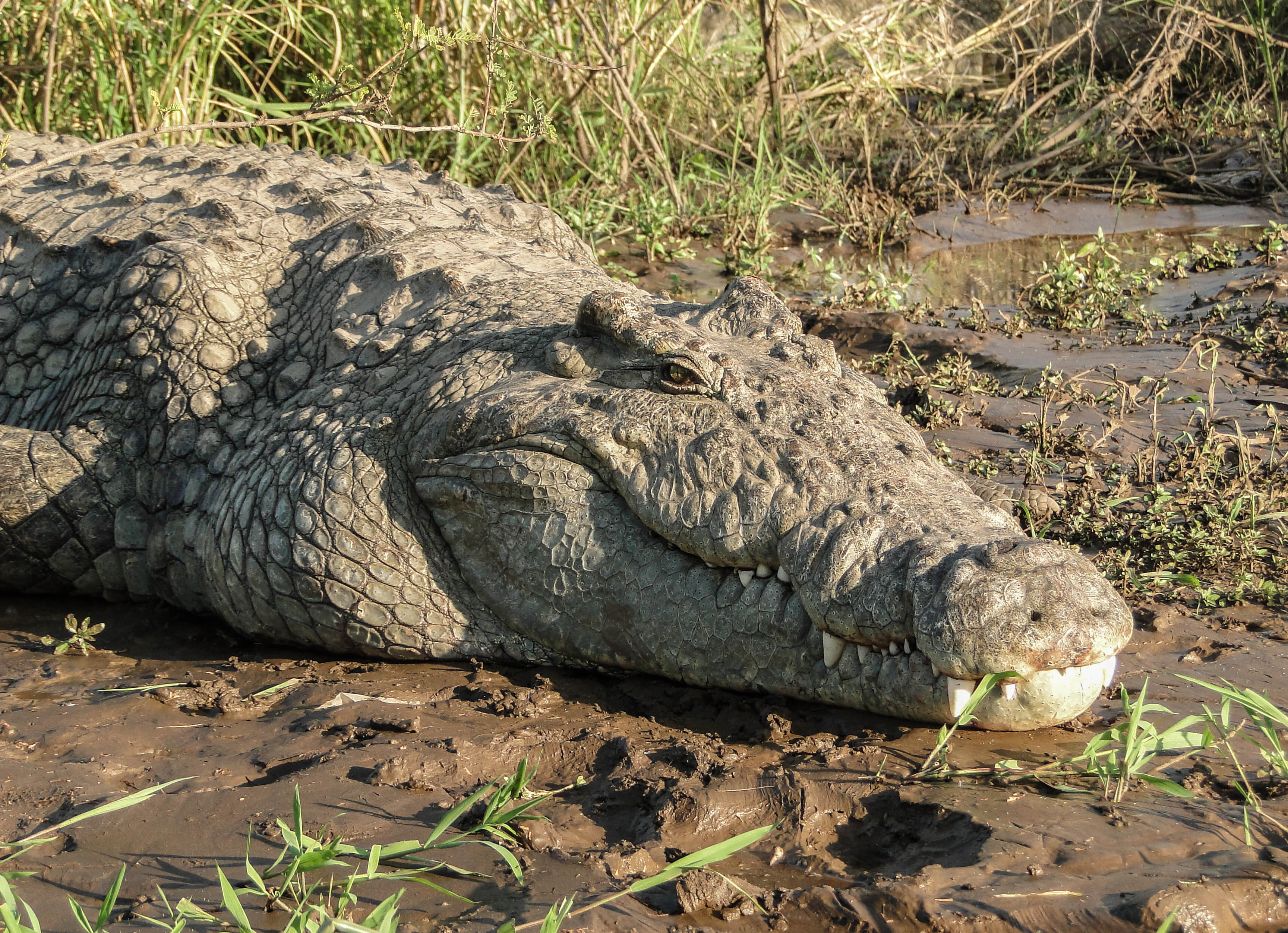
Crocodilo-do-nilo na Etiópia

O crocodilo-do-nilo é o crocodilo mais comum encontrado na África hoje. Eles são comuns em grande parte do continente. Sua gama histórica no entanto, foi ainda maior. Eles foram encontrados no norte, como a costa do Mediterrâneo, no delta do Rio Nilo (por isso o nome "crocodilo-do-nilo"). Hoje eles são comuns na Somália, Etiópia, Uganda, Quênia, Egito, República Centro Africana, República Democrática do Congo, Guiné Equatorial, Tanzânia, Ruanda, Burundi, Zâmbia, Zimbabué, Gabão, Angola, África do Sul, Malawi, Moçambique, Sudão, o Sudão do Sul, Botswana e Camarões. As populações isoladas também existem em Madagascar. São registrados por Heródoto terem habitado o Lago Moeris. Pensaram ter sido extintos  crocodilos em Seychelles, no início do século 19. Eles são conhecidos a partir de restos fósseis que uma  habitaram o lago Edward. A atual gama do crocodilo-do-nilo de distribuição se estende desde o Sudão ao Cunene e no Delta do Okavango. Em Madagascar, crocodilos ocorrem nas partes oeste e sul de Sembirano para Port Dauphin. Eles têm sido ocasionalmente vistos em Zanzibar e Comoros.
No leste da África, eles são encontrados principalmente em rios, lagos, pântanos, e represas. Eles foram conhecidos habitando o mar em algumas áreas, com um indivíduo que foi visto a 11 km (6,8 milhas)de Santa Lucia Bay em 1917. Em Madagascar, eles se adaptaram a viver em cavernas.
A espécie foi previamente pensado para estender em toda a África Ocidental, mas essas populações são agora reconhecidos como uma espécie distinta. Apesar desta confusão, o crocodilo-do-nilo é mais relacionado com os crocodilos das Américas ( norte-americanos , cubanos, os Morelet e os do Orinoco ) do que para o crocodilo-do-Oeste-Africano.

## Biologia e comportamento

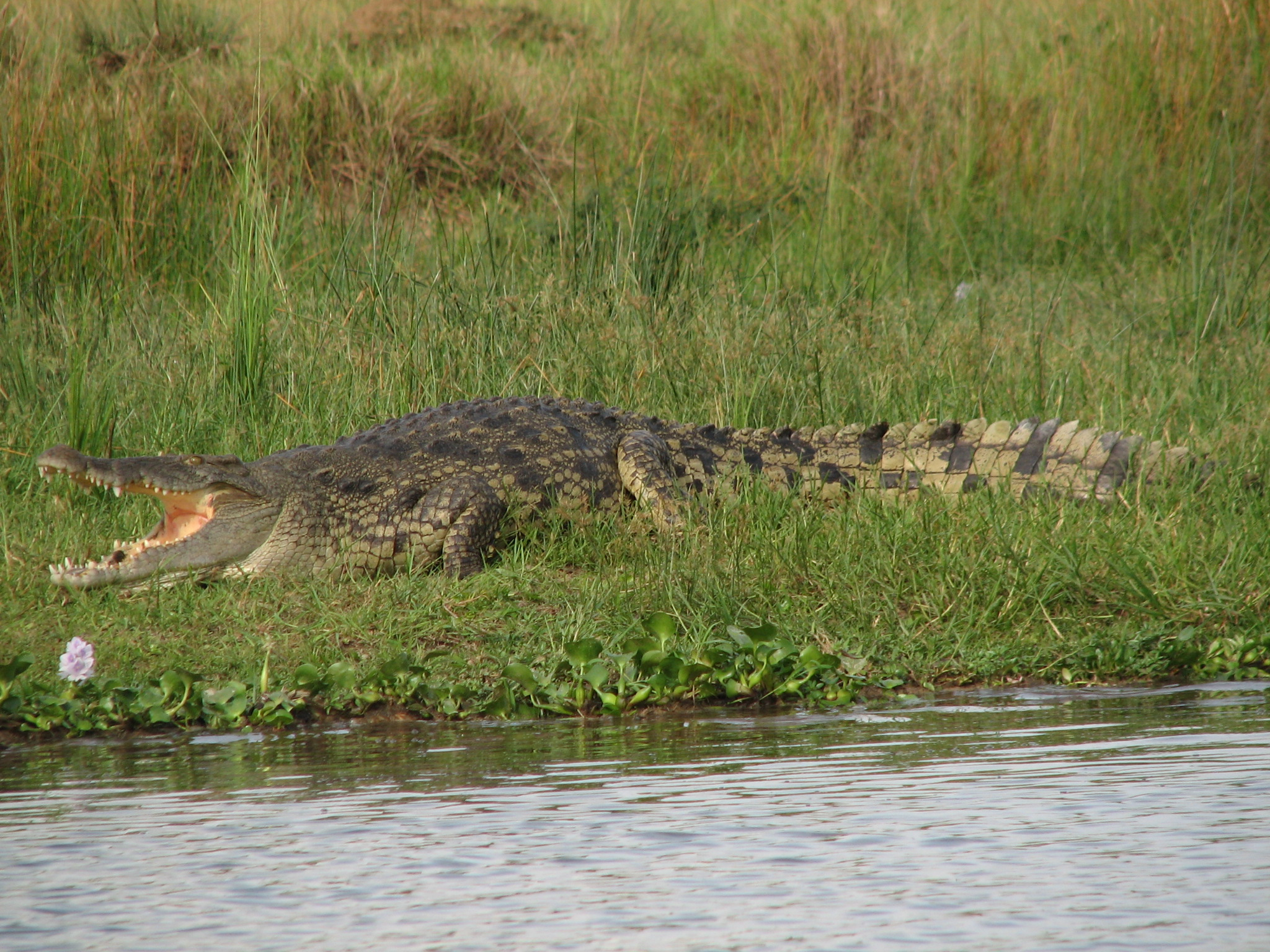
Crocodilo adulto

Os crocodilos têm um coração com quatro câmaras, embora modificadas por sua natureza ectotérmico, devido a um septo cardíaco alongado, fisiologicamente semelhante ao coração das aves, o que é especialmente eficiente para oxigenar o sangue. Eles normalmente mergulham por apenas alguns minutos, mas podem ficar submerso por até 30 minutos se ameaçados. Ao mergulharem entram em um estado de apneia onde permanecem inativos, segurando a respiração por até duas horas. Como possuem um metabolismo ectotérmico, podem sobreviver por longos períodos entre a próxima refeição, embora quando se alimentam conseguem consumir até metade do seu peso corporal de cada vez.
Eles normalmente rastejam em suas barrigas, mas também pode "caminhar" com as patas levantadas acima do solo. Espécimes menores podem até galopar, e crocodilos ainda maiores são capazes de explosões surpreendentes de velocidade, atingindo brevemente até 12 a 14 km / h. Eles podem nadar muito mais rápido, movendo seus corpos e caudas de forma sinuosa, e eles podem sustentar essa forma de movimento muito maior em cerca de 30 a 35 km / h.
Eles têm uma vasta gama vocal, e boa audição. A sua pele tem um certo número de órgãos dos sentidos unitegumentares que podem reagir a variações na pressão da água.
A força de mordida exercida por um crocodilo-do-nilo adulto foi mostrado pelo Dr. Brady Barr medindo mais de 1 tonelada de pressão. No entanto, os músculos responsáveis pela abertura da boca são excepcionalmente fracos, permitindo que um homem consiga segurar facilmente a boca de um crocodilo fechada com uma pequena quantidade de força. Suas bocas tem um total de 64 a 68 dentes facetados em forma de cone, que aparecem mesmo quando o animal está com a boca fechada. Em cada lado da boca, há cinco dentes na frente da mandíbula superior (pré-maxila), 13 ou 14 no resto do maxilar superior e 14 ou 15, em ambos os lados do maxilar inferior ( mandíbula ).O quarto dente da mandíbula inferior é maior e aparece mesmo com a boca fechada. Filhotes rapidamente perdem um pedaço de pele endurecida na parte superior da boca chamado de dente do ovo, que eles usam para romper os seus ovos ao nascerem.
A longevidade do crocodilo não está bem estabelecida, mas espécies maiores, como o crocodilo-do-nilo vivem por bastante tempo e pode atingir cerca de 70 a 100 anos de idade.

## Reprodução
Para os machos, o início da maturidade sexual ocorre quando eles estão com cerca de 3 metros  de comprimento, enquanto que para as fêmeas, ocorre quando elas atingem de 2 a 2,5 metros de comprimento. Isto leva cerca de 10 anos para ambos os sexos, em condições normais.
Durante a época de acasalamento ocorrem violentas lutas entre os machos por posse territórios para atrair as fêmeas; os machos atraem as fêmeas emitindo sons graves característicos, batendo seus focinhos na água, soprando-a de seus narizes, e fazendo uma série de outros ruídos. Os machos maiores de uma população tendem a ser mais bem sucedidos. Uma vez que uma fêmea foi atraída, o par gorjeia e esfrega a parte inferior de suas mandíbulas juntas. As fêmeas colocam seus ovos cerca de dois meses após o acasalamento.
A nidificação é em novembro ou dezembro, que é a estação seca no norte da África, e a estação chuvosa no sul. Locais de nidificação preferidos são praias arenosas , leitos secos ou margens de rios. A fêmea então cava um buraco a poucos metros do banco de areia, com até 2 m de profundidade, e põe entre 25 e 50 ovos. Várias fêmeas podem ninho juntos. Os ovos se assemelham a ovos de galinha, mas têm uma casca muito mais fina.

Diferentemente da maioria dos outros crocodilianos, crocodilos do Nilo fêmeas enterram seus ovos na areia em vez de incuba-los na vegetação apodrecida. Depois de enterrar os ovos, a fêmea então guarda-los para o período de incubação de três meses. O pai, muitas vezes, fica perto, e ambos os pais ferozmente atacam qualquer coisa que aproxima os seus ovos. A fêmea só vai deixar o ninho se ela precisa para se refrescar (termorregulação), tomando um rápido mergulho ou procurar um pedaço de sombra. Apesar dos cuidados atentos de ambos os pais, os ninhos são frequentemente invadida por seres humanos e lagartos e outros animais, enquanto ela está temporariamente ausente.

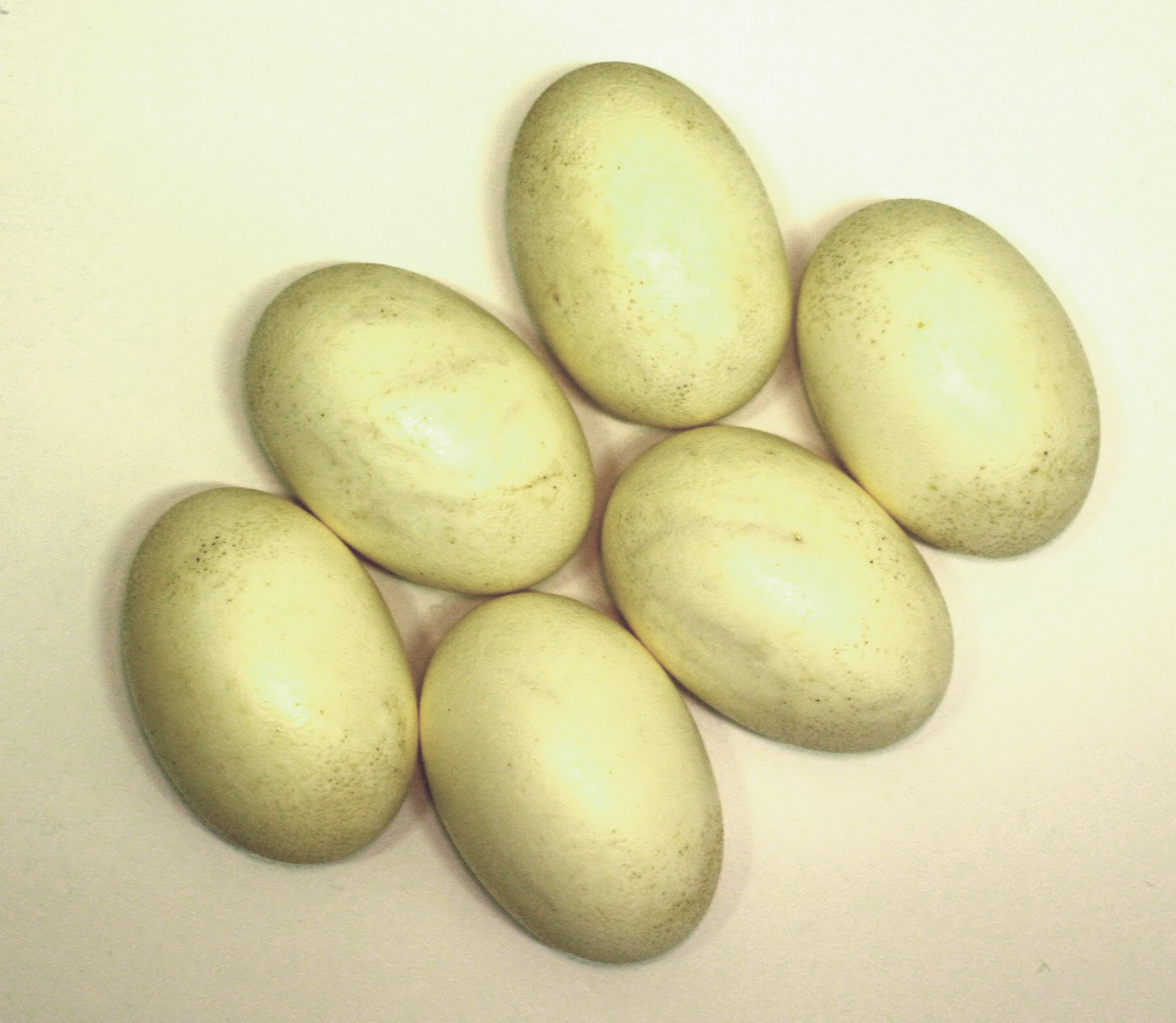
Ovos de Crocodylus niloticus

Os filhotes começam a fazer um barulho estridente assim que saem dos ovos, que é o sinal para que a mãe os tire do ninho. As mães podem pegar os ovos na boca, e juntá-las entre seus língua e parte superior do palato para ajudar a quebrar a casca e libertar seus filhotes. Uma vez que os ovos eclodem, a fêmea pode levar os filhotes para a água, ou mesmo levá-los lá em sua boca, como foi observado, nos fêmeas de aligátores
Crocodilos-do-nilo têm a determinação do sexo dependente da temperatura (TSD), o que significa o sexo de seus filhotes não é determinado pela genética, mas pela média de temperatura durante o terço médio do período de incubação. Se a temperatura no interior do ninho é abaixo de 31,7 ° C (89,1 ° F), ou superior a 34,5 ° C (94,1 ° F), a descendência será fêmea. Os machos só pode nascer se a temperatura estiver dentro dessa faixa estreita.
Os filhotes são cerca de 30 cm de comprimento ao nascer e crescem rapidamente a cada ano. As  mães protegem suas proles por até dois anos e, se houver vários ninhos na mesma área, as mães podem formar uma creche. Durante este tempo, as mães podem pegar seus filhos, quer em suas bocas ou no papo da garganta, para manter os bebês seguros. A mãe, às vezes, leva-os nas costas dela para evitar que sejam comidos por tartarugas, cobras de água e até por outros crocodilos. No final dos dois anos, os filhotes serão cerca de 1,2 m de comprimento e, naturalmente, partem da área do ninho em busca da vida independente, evitando os territórios de crocodilos mais velhos e maiores.

## O crocodilo na mitologia egípcia

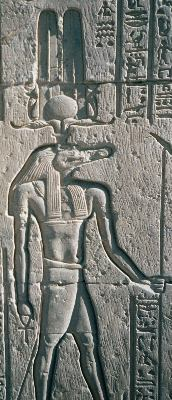
Suco

O crocodilo tem sido tanto odiado e reverenciado pelo homem, especialmente no Egito Antigo, onde os crocodilos eram considerados animais sagrados e foram mumificados e  adorados pelos egípcios. Os antigos egípcios adoravam Suco, um deus parecido com um crocodilo associado a fertilidade, proteção e poder do faraó.
Suco foi descrito como um crocodilo ou homem com cabeça de crocodilo com a coroa Atefe. O principal local de culto a Suco foi em uma cidade de Reino Médio, Shedet, no oásis de Faium, um lugar que era conhecido pelos gregos com o nome de "Crocodilópolis" ou o ptolomaico Arsinoé. Outro templo importante dedicado a Suco é em Com Ombo.
De acordo com Heródoto, no século V a.C., alguns egípcios tinham crocodilos como animais de estimação. Na lagoa templo Suco em Arsinoé viveu um crocodilo sagrado, que foi alimentado, coberto de joias, e o adoravam. Quando os crocodilos morreram eram embalsamados, mumificados, colocados em caixões e enterrado em um túmulo sagrado. Eles foram encontrados em tumbas egípcias crocodilos mumificados, até mesmo ovos de crocodilo empalhados.
No antigo Egito, a magia era usada para apaziguar crocodilos. Mesmo nos tempos modernos, os pescadores núbios colocam um crocodilo de pelúcia no limiar da porta para afugentar o mal.
O crocodilo também é por vezes associada a Seti, o deus egípcio do mal.